# Colom feréstec de Verreaux
El colom feréstec de Verreaux (Leptotila verreauxi) és una espècie d'ocell de la família dels colúmbids (Columbidae) que habita boscos poc densos i terres de conreu pels dos vessants de Mèxic, cap al sud, a través d'Amèrica Central i del Sud, per l'oest dels Andes fins al centre del Perú i per l'est, a tot l'ample del continent fins a l'est de Perú i de Bolívia, Brasil, el Paraguai, Uruguai i nord de l'Argentina.